# ダニ・バリオ
ダニエル・バリオ・アルバレス（Daniel Barrio Álvarez、1987年2月10日 - ）は、スペイン・ヒホン出身のサッカー選手。ブルゴスCF所属。ポジションはGK。

## クラブ経歴
アストゥリアス州のヒホンに生まれ、スポルティング・デ・ヒホンの下部組織で育った。同クラブでプロデビュー後、主にテルセーラ・ディビシオンやセグンダ・ディビシオンBのクラブに在籍した。
2019年7月10日、セグンダ・ディビシオンのCDヌマンシアに移籍した。ヌマンシアではレギュラーの座を掴み、リーグ戦42試合に出場した。
2020年8月28日、マラガCFにフリーで移籍した。
2022年6月30日、ブルゴスCFに1年契約で移籍した。